# Coronellaria amaena
Coronellaria amaena är en svampart som beskrevs av Boud. 1888. Coronellaria amaena ingår i släktet Coronellaria och familjen Dermateaceae.   Inga underarter finns listade i Catalogue of Life.